# چترمرغ گردن‌برهنه
چترمرغ گردن‌برهنه (نام علمی: Cephalopterus glabricollis) نام یک گونه از تیره جواهرمرغ است.